# Nemacheilus chrysolaimos
Nemacheilus chrysolaimos is een straalvinnige vissensoort uit de familie van steenkruipers (Balitoridae). De wetenschappelijke naam van de soort is voor het eerst geldig gepubliceerd in 1846 door Valenciennes.